# Cattleya acuensis

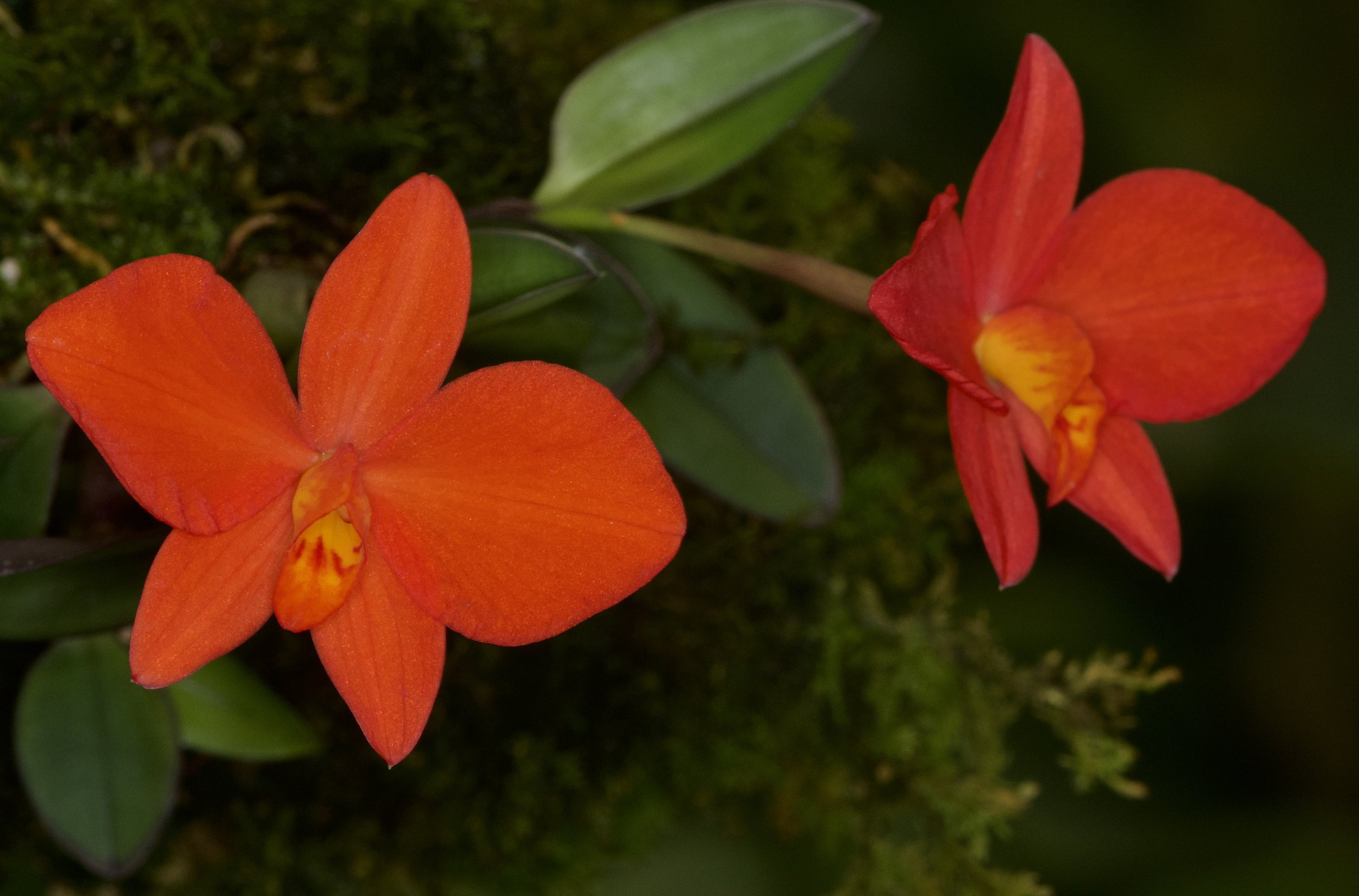

La Cattleya Acuensis es una especie de orquídea epífita que pertenece al género Cattleya. 

## Descripción
Es una  orquídea de tamaño mediano que tiene alargados y robustos pseudobulbos que suelen estar surcados longitudinalmente y cuentan con una o dos hojas apicales. Estas hojas tienen forma elíptica, de textura gruesa y carnosa, presentan un color verde oscuro dentro de sus hojas que pueden mostrar manchas púrpuras o rojizas, especialmente cuando se expone a luz intensa.